# 1858 год в истории железнодорожного транспорта
1858 год в истории железнодорожного транспорта

## Персоны

### Родились
- 25 июля родился Хорват, Дмитрий Леонидович — русский генерал-лейтенант, инженер-путеец по образованию, с 1903-го года — руководитель строительства затем вплоть до марта 1918-го года Управляющий Китайско-Восточной железной дорогой.